# 수심대
수심대(水心臺)는 대한민국 충청남도 금산군 복수면 곡남리 마을의 조헌 선생 사당 윗쪽에 자리하고 있는 바위이다. 1984년 5월 17일 충청남도의 문화재자료 제26호로 지정되었다.

## 개요
바위들이 있던 수심대는 예전에는 맑은 시냇물이 흘러 경치가 좋았다. 수심대라는 이름은 이 곳에 잠시 머물렀던 의병장 조헌 선생이 지었으며, 글씨는 우암 송시열이 썼다.

## 참고 자료
- 수심대 - 국가유산청 국가유산포털